# Amblystigma
Amblystigma es un género de fanerógamas de la familia Apocynaceae. Contiene 6 especies.

## Taxonomía
El género fue descrito por George Bentham y publicado en Genera Plantarum 2: 748. 1876.

## Especies
- Amblystigma castillonii Lillo ex T.Mey.
- Amblystigma cionophorum (Griseb.) E.Fourn.
- Amblystigma hypoleucum Benth.
- Amblystigma pedunculare Benth.
- Amblystigma pilosum Malme
- Amblystigma pulchellum (Schltr.) T.Mey.